# Genex-torony
A Genex-torony (Кула Генекс / Kula Geneks; másik szerb nevén Западна Капија Београда / Zapadna Kapija Beograda, kb. "Belgrád nyugati kapuja") egy 36 emeletes felhőkarcoló Szerbia fővárosának, Belgrádnak a nyugati részén, amely 1977-ben épült brutalista stílusban Mihajlo Mitrović építész tervei alapján. Az építmény két tömbből áll, ezeket a tetejükön egy két emeletes híd köti össze, melynek tetején egy kör alakú panorámaétterem helyezkedik el. Az épület magában kb. 117 méter magas, az étterem magasságával együtt ez 135–140 méterre nő, az antennát is hozzávéve pedig 154 méter, ezzel a Genex-torony Belgrád második legmagasabb építménye az Ušće Tower után.
Az épület egy kaput szimbolizál, amely a városba nyugati irányból érkező embereket hivatott köszönteni (a torony Újbelgrád városrészben, a Nikola Tesla repülőtér irányából Belgrád belvárosába vezető autópálya mellett helyezkedik el, a Narodnih heroja utca 41–43. szám alatt). Tervezése és építése idején a torony számos kritikát kapott, mára azonban Belgrád meghatározó szimbólumává vált. Az épület alacsonyabbik felét a Genex-csoport birtokolta, innen a torony neve. A magasabbik rész lakóépületként funkcionál.

## Fordítás
- Ez a szócikk részben vagy egészben  a   Western City Gate című angol Wikipédia-szócikk ezen változatának fordításán alapul.  Az eredeti cikk szerkesztőit annak laptörténete sorolja fel. Ez a jelzés csupán a megfogalmazás eredetét és a szerzői jogokat jelzi, nem szolgál a cikkben szereplő információk forrásmegjelöléseként.